# U.S. Post Office Central Square
Das heute als Clifton Merriman Post Office Building bekannte Postamt ist ein historisches Gebäude des United States Postal Service (bis 1971 United States Post Office Department) in Cambridge, Massachusetts. Es ist seit 1986 unter der Bezeichnung U.S. Post Office Central Square im National Register of Historic Places eingetragen und seit 1990 zugleich Contributing Property zum Central Square Historic District.

## Architektur
Zum Haupteingang des Gebäudes führen neun breite Granitstufen mit einem Zwischenpodest. Der Sockel des Gebäudes ragt leicht hervor und wird von einem schmalen Band aus schwarzem Marmor aus Virginia abgeschlossen. Die Vorderseite des Gebäudes besteht aus einem zweigeschossigen öffentlich zugänglichen Teil, der an einen großen eingeschossigen Arbeitsbereich anschließt. Die nordöstliche Frontfassade ist ein Stahlrahmenbau mit einem zentralen Eingang. Die metallgerahmten Flügelfenster sind tief in vertikale Schlitze eingelassen, die sich von der Basis bis zum Gebälk erstrecken; die verschiedenen Etagen werden durch ein Marmor-Paneel markiert, das in der Mitte ein Quadrat aus weißem Gussmetall mit Art-déco-Verzierungen aufweist. Vier breite, flache Pilaster markieren das Eingangsportal; sie sind kanneliert und enden in schmucklosen Kapitellen mit einem modifizierten griechischen Mäandermotiv. Ein Architrav rahmt jede der drei Eingangstüren. Den oberen Abschluss des Gebäudes bildet ein hervorspringendes, massives Gebälk mit deutlich ausgeprägtem Architrav, gezahntem Kranzgesims und großen runden Zierplatten im schlichten Fries oberhalb der Fenster. Eine niedrige Brüstung mit einem zentralen Wappen, flankiert von zwei sitzenden, in Gewänder gehüllten menschlichen Figuren (links mit einem Boot, rechts mit einem Buch), bildet den oberen Abschluss der zentralen Eingangsachsen. Die Kellerfenster sind mit dekorativen, schmiedeeisernen Gittern versehen. Man betritt das Gebäude durch das Vestibül, das mit Marmor verkleidet ist. Die Decke ist aus dünn kassettierter Stuckarbeit mit geometrischen Formen gestaltet, und der Boden besteht aus schwarzem Terrazzo mit einer Serpentin-Einfassung.

## Historische Bedeutung
Das im Jahr 1933 im Stil der Moderne errichtete Hauptpostamt von Cambridge bot erstmals eine dauerhafte Basis für den Postdienst der Stadt und bot ursprünglich auch Büros für das örtliche Finanzamt sowie das Landwirtschaftsministerium. Es befindet sich gegenüber der im Richardsonian-Romanesque-Stil gehaltenen City Hall aus dem Jahr 1887. Der glatte, stromlinienförmige, monochrome Klassizismus dieses Gebäudes steht in starkem Kontrast zu den bossierten Granitmauern, geschwungenen Formen und polychromen Oberflächen des Rathauses.
Architektonisch stellt das Postamt eine gelungene Verbindung von klassischer Tradition und Art-déco-Stil dar. Obwohl es der klassischen Tradition verpflichtet ist – insbesondere in seiner streng symmetrischen, dreiteiligen Fassade sowie den angedeuteten Pilastern und dem Gebälk –, verwendet das Gebäude klassische Elemente auf ungewöhnliche Weise. Die Kapitelle beispielsweise sind nicht echt und parodieren den Ionischen Stil. Die glatten Granitmauern aus Quadersteinen vermitteln ein Gefühl von Solidität und Beständigkeit – ein wichtiger Aspekt für öffentliche Gebäude, die während der Weltwirtschaftskrise errichtet wurden. Der Einfluss des Art déco zeigt sich vor allem in der Gestaltung der nahezu stromlinienförmigen Pilaster und Fensterachsen. Darüber hinaus sind die stilisierten, sitzenden Skulpturenfiguren im Zentrum der Attika der Hauptfassade ebenfalls dem Art-déco-Stil zuzuordnen. In Cambridge gibt es mit einem städtischen Verwaltungsgebäude nur ein weiteres Bauwerk, das den klassischen und den Art-déco-Stil miteinander verbindet.
Die Finanzierung für die Errichtung des Hauptpostamts von Cambridge verzögerte sich im Jahr 1932 aufgrund der Weltwirtschaftskrise um viele Monate. Kostenreduzierungen führten zu drastischen Überarbeitungen der ursprünglichen Pläne. Der Grundstein wurde schließlich Mitte 1934 gelegt und das Gebäude konnte am 25. Juni 1935 eingeweiht werden. Die Baukosten betrugen eine Million US-Dollar (heute ca. 22.851.000 Dollar bzw. 19.580.000 Euro).
Dies stellte einen wichtigen wirtschaftlichen Impuls für die Stadt in der Hochphase der Weltwirtschaftskrise dar. Nach der Fertigstellung bot es dauerhafte Arbeitsplätze für „fast 150 Männer“ – mehr als doppelt so viele wie im alten Postamt. Der Bau dieses Gebäudes sorgte auch für Arbeit im benachbarten Quincy, nachdem es heftige Diskussionen darüber gegeben hatte, ob Kalkstein oder Granit als Baumaterial verwendet werden sollte. Letztlich wurde Quincy-Granit als Fassadenmaterial für das Hauptpostamt gewählt.